# 21P/Giacobini–Zinner
Comet Giacobini-Zinner (tên chính thức: 21P/Giacobini Rush Zinner) là một sao chổi theo chu kỳ trong Hệ mặt trời.
Nó được phát hiện bởi Michel Giacobini (đến từ Nice, Pháp), người đã quan sát sao chổi trong chòm sao Bảo Bình vào ngày 20/12/1900. Nó đã được phục hồi hai trạng thái bởi Ernst Zinner (từ Bamberg, Đức) trong khi quan sát các ngôi sao biến đổi gần Beta Scuti vào ngày 23 tháng 10 năm 1913.
Trong lần xuất hiện của mình, Giacobini-Zinner có thể đạt tới cường độ 7-8, nhưng vào năm 1946, nó đã trải qua một loạt các vụ nổ khiến nó sáng như cường độ thứ 5. Nó là cơ thể mẹ của mưa sao băng Giacobinids (còn được gọi là Draconids). Các sao chổi hiện đang có MOID với Trái Đất là 0,035 AU (5.200.000 km; 3.300.000 mi).
Giacobini-Zinner là mục tiêu của tàu vũ trụ thám hiểm sao chổi quốc tế, đi qua đuôi plasma vào ngày 11 tháng 9 năm 1985. Ngoài ra, các quan chức không gian Nhật Bản đã cân nhắc chuyển hướng tàu thăm dò liên hành tinh Sakigake sang cuộc chạm trán năm 1998 với Giacobini-Zinner, nhưng tàu thăm dò đó thiếu chất đẩy cho các thao tác cần thiết và dự án đã bị hủy bỏ.
Hạt nhân sao chổi được ước tính có đường kính 2,0 km.

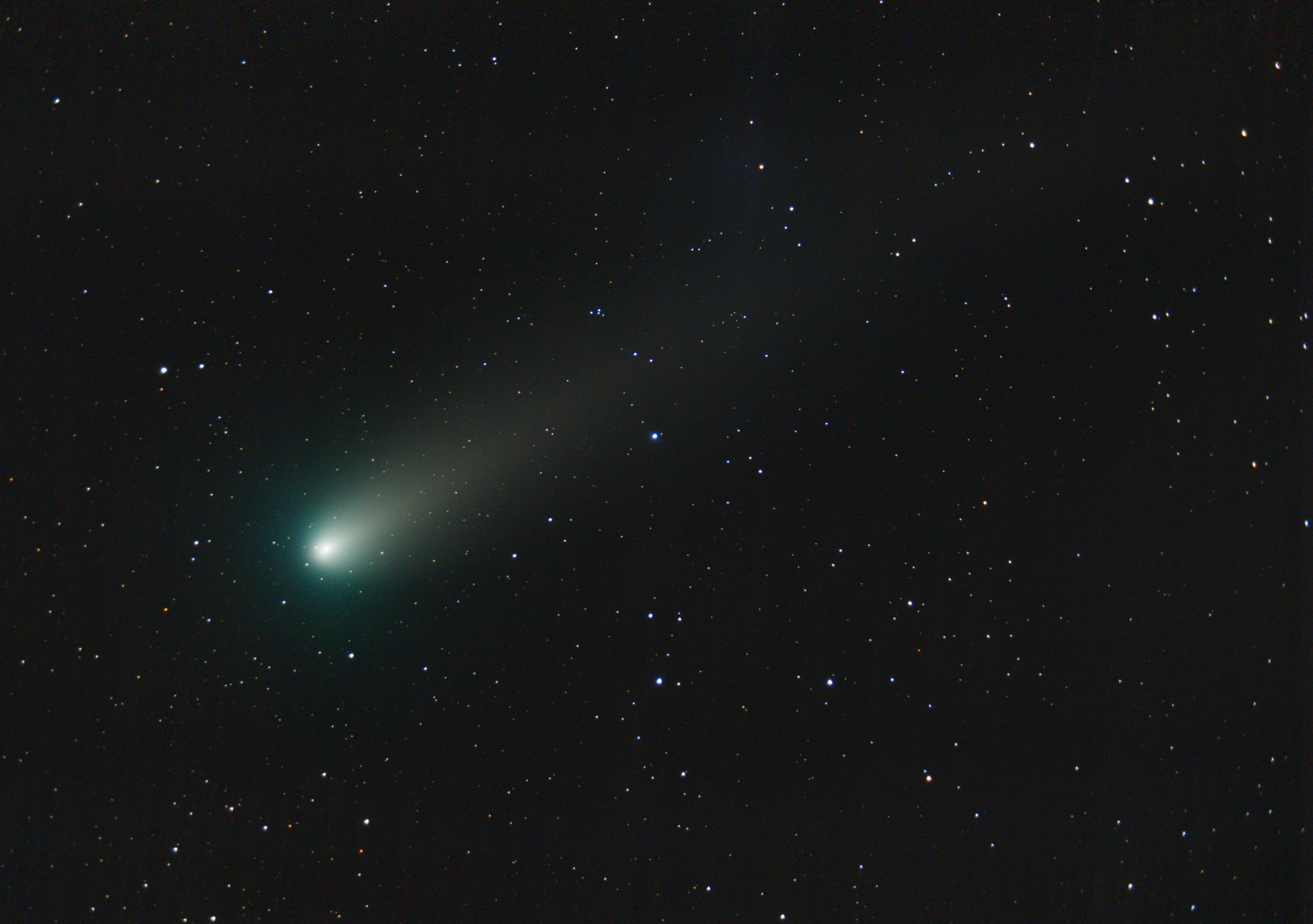
Điểm cận nhật gần năm 2018